# Edward Michael Egan
Edward Michael Egan (Oak Park, Illinois, 2 de abril de 1932 — Nova Iorque, 5 de março de 2015) foi um cardeal estadunidense e Arcebispo Emérito da Arquidiocese de Nova Iorque.

## Vida
Foi ordenado sacerdote pela Arquidiocese de Chicago em 15 de dezembro de 1957 e possui Licenciatura em Teologia e Doutorado em Direito Canônico pela Pontifícia Universidade Gregoriana de Roma.
Depois de servir como pároco na Catedral do Santo Nome e como secretário do cardeal Albert Meyer (1958-1960), foi vice-reitor adjunto do Pontifício Colégio Norte-Americano (1960-1964). Ao retornar a Chicago, foi vice-chanceler (1964-1968) e co-reitor de relações humanas e ecumenismo (1968-1972). De 1972 a 1985 foi Prelado Auditor da Rota Romana e professor de prática judicial no Estudo Rotal e na Universidade Gregoriana.
Em 1º de abril de 1985, foi nomeado Bispo Titular de Allegheny e Bispo Auxiliar de Nova York, recebendo a ordenação episcopal em 22 de maio. Ele foi transferido para a sede residencial de Bridgeport em 5 de novembro de 1988 e promovido a arcebispo de Nova York em 11 de maio de 2000.
Ele contribuiu para a revisão do Código de Direito Canônico nos anos posteriores ao Concílio Vaticano II.
Foi Relator Geral da X Assembléia Geral Ordinária do Sínodo dos Bispos (outubro de 2001).
Foi criado e proclamado Cardeal por João Paulo II no consistório de 21 de fevereiro de 2001, do título de Ss. Giovanni e Paolo (Santos João e Paulo).
Ele foi arcebispo emérito de Nova York a partir de 23 de fevereiro de 2009.
Na Cúria Romana foi membro do Pontifício Conselho para a Família, da Comissão para os Bens Culturais, do Tribunal da Assinatura Apostólica , do Gabinete para os Assuntos Económicos da Santa Sé e do Conselho dos Cardeais para o Estudo dos Assuntos Económicos. Organizacional e Econômico da Santa Sé.

Ele está enterrado na cripta abaixo do altar-mor da Catedral de St. Patrick em Nova York.